# 카딤 은디아예
세리뉴 카딤 은디아예(프랑스어: Serigne Khadim N'Diaye, 1985년 4월 5일 ~ )는 기니 클럽 호로야 AC에서 골키퍼로 뛰고 있는 세네갈의 프로 축구 선수이다.

## 구단 경력
세네갈의 수도 다카르에서 태어난 은디아예는 1997년 에스푸아 생 루이에서 선수 생활을 시작했고 2007년 카사 스포르트와 계약했다. 그는 클럽에서 2년 동안 39경기에 출전했고 2010년 6월 세네갈 프리미어리그 라이벌 ASC 링구에르에 합류했다.
그는 이후 기니 클럽 호로야 AC와 계약했다. 2019년 4월, 그는 경기에서 두 다리를 부러뜨렸고, 그 후 클럽과 3년 계약 연장을 받았다.

## 국가대표팀 경력
은디아예는 2009년 11월 세네갈 국가대표팀에 처음으로 차출되었고, 2010년 5월 28일 덴마크와의 경기에서 데뷔 전을 치렀다.
2018년 5월, 그는 러시아의 2018년 FIFA 월드컵에 참가할 세네갈의 23인 선수단에 이름을 올렸다.